# Михайленко, Елена Александровна
Елена Александровна Михайленко (род. 26 апреля 1978 года, Магнитогорск, СССР) — российская оперная певица, лирико-драматическое сопрано, ведущая солистка Московского музыкального театра «Геликон-опера» под руководством Дмитрия Бертмана, приглашённая солистка ГАБТ.

## Биография
Елена Михайленко родилась в Магнитогорске. С раннего детства проявляла интерес к музыке, занималась фортепиано в Музыкальной школе при Магнитогорском музыкальном училище имени М. И. Глинки (класс Борисовой Т.И.). В 1997 году с отличием окончила Магнитогорское музыкальное училище имени М. И. Глинки по специальности «Хоровое дирижирование», а в 2001 году, также с отличием — дирижёрско-хоровое отделение Магнитогорской государственной консерватории (класс профессора С. М. Мирошниченко). С третьего курса консерватории работала артисткой хора Магнитогорского театра оперы и балета. В 2000 году состоялось знакомство с профессором Б. Г. Тевлиным, который услышал Елену в качестве солистки в хоре Магнитогорской консерватории и предложил продолжить учёбу в аспирантуре МГК им. П. И. Чайковского по специальности «Хоровое пение современной музыки». Поступив в аспирантуру в 2001 году, Елена выступала в составе Камерного хора МГК им. Чайковского под руководством Б. Г. Тевлина, где была солисткой и после окончания учёбы.
С 2001 по 2006 год работала преподавателем пения в Центре детского творчества «Киевский».
В 2004 году поступила на вокальный факультет Российской академии музыки им. Гнесиных в класс Заслуженной артистки РФ, профессора Р. П. Лисициан, и с отличием окончила Академию в 2008 году.
2006 год стал судьбоносным в жизни и творчестве артистки, так как Елена успешно прошла прослушивание в Московский музыкальный театр «Геликон-опера» и была принята в труппу, дебютировав в партии Катерины Измайловой в опере Д. Д. Шостаковича «Леди Макбет Мценского уезда» в постановке Д.Бертмана на сцене Израильской национальной оперы в Тель-Авиве во время гастролей театра. С тех пор Елена исполняет главные партии в большинстве постановок театра.
В 2007 году была сделана аудиозапись оперы «Леди Макбет Мценского уезда» с Еленой в партии Катерины Измайловой. В 2008 году Елена исполнила партию Аиды в одноимённой опере Дж. Верди в совместной постановке «Геликон-оперы» и французской Opera de Massy.
В 2015 была приглашена на роль Лизы в опере «Пиковая дама» и в 2021 году на роль Аиды в опере «Аида» в постановках Красноярского государственного театра оперы и балета им. Д. А. Хворостовского.
Певица принимала участие в XXV Международном оперном фестивале имени М. Д. Михайлова (2015, г. Чебоксары), в Международном фестивале русской музыки имени Дмитрия Шостаковича (2019, г. Самара), в XIII Международном фестивале оперного искусства «Вива опера» (2019, г. Магнитогорск), в Международном фестивале искусств П. И. Чайковского (2020, г. Клин).
С 2018 является приглашённой солисткой Татарского академического государственного театра оперы и балета им. М.Джалиля, где исполняет партии Турандот и Тоски в одноимённых операх Джакомо Пуччини.
Елена Михайленко была номинирована на премию театрального фестиваля «Золотая маска-2018» за роль Принцессы Турандот в опере «Турандот» Дж. Пуччини (режиссёр Д.Бертман, театр «Геликон-опера»).
С 2022 года является преподавателем Молодёжной программы оперных артистов театра «Геликон-опера».
12 ноября 2023 года состоялась премьера фильма-оперы «Пиковая дама» (режиссёры Д.Бертман и В.Спирин), где Елена предстала перед зрителями в роли Лизы.
В июне 2023 года дебютировала на сцене венской Staatsoper в партии Катерины Измайловой в опере «Леди Макбет Мценского уезда». В январе 2024 года исполнила партию Ортруды в опере «Лоэнгрин» Р.Вагнера на сцене Большого театра.

## Репертуар
- А. Бородин «Князь Игорь» — Ярославна
- Н. Римский-Корсаков «Царская невеста» — Сабурова
- Н. Римский-Корсаков «Садко» — Волхова
- П. Чайковский «Евгений Онегин» — Татьяна
- П. Чайковский «Пиковая дама» — Лиза, Прилепа
- П. Чайковский «Иоланта» — Иоланта
- Д. Шостакович «Леди Макбет Мценского уезда» — Катерина Измайлова
- С. Прокофьев «Любовь к трём апельсинам» — Фата Моргана
- Д. Тухманов «Царица» — Екатерина Вторая
- В. А. Моцарт «Милосердие Тита» — Виттелия
- У. Джордано «Сибирь» — Стефания
- Р. Вагнер «Запрет на любовь» — Изабелла
- Р. Вагнер «Лоэнгрин» — Ортруда
- Ж. Оффенбах «Сказки Гофмана» — Джульетта
- И. Штраус «Летучая мышь» — Розалинда
- Ф. Пуленк «Диалоги кармелиток» — Мадам Лидуан
- Дж. Верди «Трубадур» — Леонора
- Дж. Верди «Реквием» — сопрано
- Дж. Верди «Бал-маскарад» — Амелия
- Дж. Верди «Набукко» — Абигаиль
- Дж. Верди «Аида» — Аида
- Дж. Пуччини «Турандот» — Турандот
- Дж. Пуччини «Тоска» — Флория Тоска
- Дж. Пуччини «Богема» — Мюзетта
- Г. Шохат «Альфа и Омега» — Омега
- А. Понкьелли «Джоконда» — Джоконда

В концертном репертуаре певицы романсы П.Чайковского, С.Рахманинова, А.Варламова, Г. Свиридова, камерные вокальные сочинения А.Дюпарка, Г.Доницетти, Ш.Гуно, Г. Малера, П.Виардо, русские и украинские народные песни, сцены и арии из опер отечественных и зарубежных композиторов.

## Гастроли
Выступала на мировых оперных сценах:
в Тель-Авиве (Israel National Opera, 2006), Болонье (Theatro Comunale di Bologna, 2014), Сан-Паулу (Theatro Municipal de São Paulo 2015), Сантьяго (Municipal de Santiago Opera nacional de Chile, 2017), Неаполе (Theatro di San Carlo, 2017) в партии Катерины Измайловой;
в Париже (Opera de Massy, 2008) и Бангкоке (Bangkok's 25th International Festival of Dance and Music, 2023) партии Аиды;
в Мальмё (Malmö Opera, 2016) и Инсбруке (Tiroler Landestheater Innsbruck, 2017) в партии Джоконды;
в Риме (Theatro dell’Opera di Roma, 2015), Сааремаа (Saaremaa Opera Festival, 2019), Дюссельдорфе и Дуйсбурге (Deutsche Oper am Rhein, 2019) в партии Лизы;
в Вене (Theater an der Wien, 2019) в партии Иоланты;
в Таллине (Birgitta Festival, 2014) и Бангкоке (Bangkok Art and Culture Centre, 2015) в партии Амелии;
в Сааремаа (Saaremaa Opera Festival, 2019) в партии Абигаиль;
в Виго (Teatro Garcia Barbon, 2019) в партии Тоски;
в Карлсруэ (Badisches Staats Theater Karlsruhe, 2019) и Праге (Národní divadlo, 2020) в партии Турандот.

## Награды и звания
- Лауреат III премии Конкурса в рамках VI Международного фестиваля искусств, г. Астана (2003),
- Лауреат II премии XIII Международного конкурса молодых вокалистов «Bella Voce», г. Москва (2005),
- Дипломант II Всероссийского конкурса вокалистов им. Н. А. Обуховой, г. Липецк (2006),
- Лауреат III премии XXIII Международного конкурса вокалистов им. М. И. Глинки, г. Москва (2009)[9]
- Номинант премии театрального фестиваля «Золотая маска» 2018 (роль Турандот в спектакле «Турандот», режиссёр Д.Бертман)[10]
- Лауреат премии города Москвы в области литературы и искусства в категории «Музыкальное искусство»[11]